# Xã Montgomery, Quận Indiana, Pennsylvania
Xã Montgomery (tiếng Anh: Montgomery Township) là một xã thuộc quận Indiana, tiểu bang Pennsylvania, Hoa Kỳ. Năm 2010, dân số của xã này là 1.568 người.